# Pacijan Barcelonski
Sveti Pacijan Barcelonski (latinsko Pacianus), cerkveni oče in škof, * 310, † 390, Barcelona. 

## Življenje in dela
Sveti Pacijan (Pacianus) (310-391) je bil škof v Barceloni med letoma 365 in 391. Verjetno je bil naslednik prvega škofa v Barceloni,  Pretekstata, ki je sodeloval na cerkvenem zboru v Sofiji (takrat Sardiki). Slavospev Pacijanu je napisal Hieronim v svojem delu ’’De viris illustribus (O slavnih možeh)’’, kjer poveličuje njegovo govorništvo, učenost, čistost ter svetost njegovega življenja. Ohranjeni so le odlomki njegovih pisem in razprava ‘’Paraenesis ad poenitentiam (Spodbuda k pokori)’’. V svojih spisih razpravlja o cerkveni disciplini, krstu, papeškem prvenstvu ter o zmotah novacianizma, ki se je takrat širil po Španiji. 
Pacijan je bil poročen in imel sina Flavija Dekstra, ki je bil glavni dvorni upravitelj pri cesarju Teodoziju I. in prefekt pretorija pri cesarju Honoriju. Hieronim Pacijana osebno ni poznal, dobro pa je poznal njegovega sina, kateremu je tudi posvetil omenjeno delo ’’De viris illustribus’’.

## Navedek
Christianus mihi nomen est, Catholicus vero cognomen (Moje ime je Kristjan, moj priimek je Katoliški).